# سيرجي أوروسيفسكي
سيرجي بافلوفيتش أوروسيفسكي (بالروسية: Серге́й Павлович Урусевский)(23 ديسمبر 1908، سانت بطرسبرغ، الإمبراطورية الروسية - 12 نوفمبر 1974 ، موسكو، الاتحاد السوفيتي) كان مصور سينمائي سوفيتي ومخرج الأفلام يعتبر أسلوب الكاميرا الشخصي الخاص به في أنا كوبا والبجع يطير للمخرج العريق ميخائيل كلاتوزوف من الأفضل على الإطلاق، وعرف بتعاونه مع كلاتوزوف . صور 12 فيلم فقط .

## حياته
لطالما كان سيرجي أوروسيفسكي مهتمًا بتصميم الجرافيك والتصوير الفوتوغرافي. تخرج من مدرسة لينينغراد للفنون الصناعية الثانوية في عام 1929. وقد سميت المدرسة الآن باسم أكاديمية سانت بطرسبرغ ستيغليتز الحكومية للفنون والتصميم وبعد التخرج بفترة وجيزة، التحق بالأكاديمية الإمبراطورية للفنون وتخرج في عام 1937. كان صريحًا جدًا في إعجابه لبابلو بيكاسو وحتى أنه تم إرسال لوحات خزفية من الفنان المحترم. في عام 1946، أصبح أوروسيفسكي عضوًا في الحزب الشيوعي السوفيتي واستمر في دعم الشيوعية طوال حياته.

## وصلات خارجية
- سيرجي أوروسيفسكي في قاعدة بيانات الأفلام على الإنترنت